# Parachalastinus rubrocinctus
Parachalastinus rubrocinctus là một loài bọ cánh cứng trong họ Cerambycidae.